# 鍾雲瑞
鍾雲瑞（1484年—？），字天慶，號黄山，廣東廣州府東莞縣人，民籍，明朝政治人物。

## 生平
正德八年（1513年）癸酉科廣東鄉試第三名舉人。正德十二年（1517年）中式丁丑科會試第九十八名，登第三甲第一百七十二名進士。都察院观政，授南京大理寺评事，升右寺副，改北大理寺署左寺正事右评事，嘉靖四年（1525年）四月升江西按察司佥事。忤權貴沉滞数年，復起云南佥事，进湖广湖南道参议。

## 家族
曾祖鍾定；祖父鍾敘；父鍾睿（1449年-1509年），字伯通，號益齋，四十四歲中弘治五年壬子科舉人，曾任如皋縣教諭，贈南京大理寺評事；母袁氏（1450年-1537年），封太孺人。慈侍下。兄雲錦、雲祥；從弟雲衢、雲翰、雲澤。侄子鍾卿，嘉靖进士。